# 정남초등학교 (전북)
정남초등학교는 대한민국 전북특별자치도 정읍시에 있는 초등학교다.

## 학교 연혁
- 1958. 04. 24. 정남초등학교 개교
- 1975.03.01~1979.03.01 교육부 지정 학교급식학교 연구학교 및 시범학교
- 1984. 03. 09. 정남초등학교 병설유치원 개원
- 2011. 09. 01. 제21대 황금숙 교장 부임
- 2013. 03. 01. 전라북도교육청 지정 작고 아름다운 학교
- 2013. 03. 01. 전라북도교육청 지정 채식의 날 시범학교
- 2013. 05. 30. 전라북도 교육청 지정 어울림학교 지정
- 2014. 02. 14. 제54회 졸업식(졸업생 누계 2023명)
- 2014. 03. 01. 전라북도교육청 지정 에듀케어 사업 운영 학교
- 2014. 03. 01. 6학급 편성, 병설유치원 1학급 편성
- 2014.05.07.-2014.10.10. 다목적 강당 신축(300.90m2)
- 2015. 2. 12. 제55회 졸업식 (졸업생 5명, 누계 2028명)
- 2015. 3. 1. 6학급 편성